# KDD
Pour les articles homonymes, voir KDD (homonymie).
KDD est un groupe de hip-hop français, originaire de Toulouse, en Haute-Garonne. Il se compose de cinq membres incluant Dadppda (rebaptisé Dadoo), Diesel, H2O, Lindsay et Robert. KDD signifie Kartel Double Détente, ou Kappa Double Delta.

## Biographie

### Opte pour le K(1994–1997)
Leur carrière débute en 1994 avec la signature d'un contrat avec Columbia. Leur premier album, Opte pour le K est publié le 6 mai 1996,. Il leur permet, grâce au titre Big Bang KDD, d'être diffusé à travers toute la France par radio. La chanson, qui fait le buzz, s'inspire d'Alliance Ethnik, un des groupes de rap les plus en vogue de l'époque, et est portée par Tripping Out de Curtis Mayfield.

### Résurrection (1998–1999)
En 1998 sort leur second album, Résurrection. Celui-ci tranche radicalement avec le précédent et se distingue par la noirceur qui en émane. De nombreux morceaux sombres et réalistes leur permettent de recoller avec la réalité qui est la leur, celle de la rue. Le groupe ne s'épargne tout de même pas le passage en radio avec le single Une princesse est morte. Ce vibrant hommage aux femmes (et particulièrement à Betty Shabbaz, femme de Malcolm X), sur une boucle de Pomp and Circumstance March No.1 (Edward Elgar), est un habile contrepoint à la frénésie médiatique qui a entouré la mort de Lady Diana un an plus tôt,.
Le groupe rappelle entre autres qu'au même moment l'Algérie connaissait les pires massacres des années 1990. À noter les featurings de Don Choa, Le Rat Luciano, Driver et Joana Varela qui finissent de poser les bases d'un album considéré[Par qui ?] comme un classique du rap français[réf. nécessaire].

### Une couleur de plus au drapeau(2000–2003)
Deux ans plus tard, en 2000, les cinq rappeurs récidivent sous la forme d'un coup d'État avec leur album Une couleur de plus au drapeau. Cet album retranscrit également le côté sombre du groupe et y apporte une certaine touche de « violence » et de revendication. Par exemple dans le morceau Qui tu es ?, Dadoo et Diesel prennent assez violemment à parti les forces de l'ordre et mettent en scène un combat mano a mano : sans armes. Au-delà de l'aspect assez dur de ce morceau, l'objectif de cette chanson est très probablement de dénoncer les abus et bavures que peuvent se permettre les forces de l'ordre, protégées par leur statut. D'où la demande du groupe d'un duel sans armes, entre hommes. Mais cet album contient aussi des morceaux plus calmes et introspectifs, mais dont le fond laisse tout autant à réfléchir. Ainsi, Neuf mois traite de la difficulté d'un père d'avoir à demander à sa compagne d'avorter et des séquelles que cela peut engendrer chez lui. Jungle Fever, sous forme de storytelling, dénonce les difficultés que peuvent rencontrer des couples qui n'ont pas la même confession religieuse ou couleur de peau. 
Même s'il a eu moins de succès que les albums précédent du fait d'une rotation en radio beaucoup moins importante, Une couleur de plus au drapeau a lui aussi laissé une trace dans l'histoire du rap français, bataillant ferme, aux yeux des fans, avec Résurrection pour le statut de disque classique du groupe.

### Scission
À la suite de leur dernier album et de quelques apparitions en featuring d'autres artistes (Oxmo Puccino notamment dans son album L'Amour est mort sur le titre Balance la sauce), les membres du groupe prennent des chemins différents. Dadppda, changeant officiellement de pseudo pour Dadoo, se dirige vers une carrière solo, tandis que Diesel se serait apparemment dirigé vers le monde de la production à New York.[réf. souhaitée] Diesel travaille aussi avec le groupe toulousain Kartel Tolosa. Il produit entre autres le morceau Loser blues avec en guest Willaxxx et le morceau Made In Myself en feat avec Tenna Torres la finaliste d'American Idol 2012. C'est d'ailleurs son père Emilio Varela Da Veiga qui y joue la guitare.
En novembre 2009, Dadoo monte un nouveau projet conceptuel, D and The Zepp un groupe de live exclusivement qui représente un rêve qu'il a fait et qu'il a voulu faire exister. Les apparitions du groupe sont rares.
2020 le groupe se parle encore...

## Discographie[9]

### Albums
- Opte pour le K (1996)
- Résurrection (1998)
- Une Couleur de plus au drapeau (2000)